# Ryan Nicholas
Pas d'image ? Cliquez ici

a Compétitions nationales et continentales officielles uniquement.

b Matchs officiels uniquement.
Dernière mise à jour le 28 juin 2018.
Ryan Tamarua Nicholas, né le 23 mai 1979 à Broken Hill en Nouvelle-Galles du Sud (Australie), est un joueur de rugby à XV, qui joue avec l'équipe du Japon évoluant au poste de centre.

## Carrière
Né en Australie, Ryan Nicholas déménage en Nouvelle-Zélande dans sa jeunesse et poursuit des études au Tauranga Boys' College. Il part ensuite étudier à l'Université d'Otago et il intègre l'équipe provinciale d'Otago.
En 2002, Ryan Nicholas est retenu dans l'équipe des Highlanders avec Jeff Wilson, Byron Kelleher ou Anton Oliver. 
Ryan Nicholas rejoint le club japonais de Suntory Sungoliath en 2005. Eddie Jones a été conseiller de cette équipe en 2007. Ryan Nicholas connaît sa première cape internationale avec la sélection japonaise le 26 avril 2008, à l’occasion d’un match contre l'équipe de Corée du Sud comptant pour le tournoi des cinq nations asiatique. Il joue régulièrement pour l'équipe nationale depuis quatre ans. Il est retenu pour disputer la coupe du monde de 2011. 

### En club
- 1998-2004 : Otagoen NPC (Nouvelle-Zélande).
- 2002-2004 : Highlanders en Super Rugby (Nouvelle-Zélande).
- 2005-2015 : Suntory Sungoliath en Top League (Japon).
- 2015-2018 : Mitsubishi Sagamihara Dynaboars en Top Challenge League (Japon).

## Statistiques en équipe nationale
- 38 sélections avec  l'équipe du Japon.
- 193 points (9 essais, 53 transformations, 14 pénalités)
- Sélections par année : 9 en 2008, 8 en 2009, 8 en 2010, 10 en 2011.
- En coupe du monde :
  - 2011 : 3 sélections (France, Tonga, Canada)